# 布地奈德
布地奈德 （英語：Budesonide，也稱為可滅喘），以Pulmicort ("普米克") 等品牌名稱於市面銷售，是一種糖皮質素藥物。它有計量吸入器、霧化吸入器、片劑、鼻噴劑和直腸給藥形式。吸入形式用作氣喘和慢性阻塞性肺病 (COPD) 的長期治療。鼻噴劑用作過敏性鼻炎和鼻息肉的治療。緩釋劑藥片或膠囊，以及直腸給藥製劑可用於治療發炎性腸道疾病（包括克隆氏症、潰瘍性結腸炎和顯微鏡下結腸炎）。
使用吸入形式的常見副作用有呼吸道感染、咳嗽和頭痛。使用片劑的常見副作用有感覺疲倦、嘔吐和關節痛。嚴重的副作用有感染風險增加、骨骼強度喪失和導致白內障。長期服用片劑可能會導致腎上腺功能不全。長期使用後突然停藥可能會有危險性。個體在懷孕期間使用吸入形式通常對胎兒無安全顧慮。布地奈德主要作為糖皮質素藥物使用。
此藥物最初於1973年獲得專利。於1981年開始用作氣喘治療。它已被列入世界衛生組織基本藥物標準清單之中。有些形式的此種藥物已有通用名藥物於市面流通。此藥物於2021年在美國最常使用處方藥中排名第185，開立的處方箋數量超過200萬張。

## 醫療用途

### 氣喘
布地奈德透過計量吸入器或霧化吸入器給藥，用於氣喘的維持和預防性治療，適應對象包括尚需口服皮質類固醇的患者，以及透過吸入方式而能降低全身性類固醇使用劑量的人士。

### 發炎性腸道疾病
緩釋布地奈德製劑是治療涉及迴腸和/或升結腸的輕至中度活動性克隆氏症的有效藥物。 考科藍合作組織發佈的綜述研究發現此藥物可維持克隆氏症緩解長達三個月（但不會超過）的證據。
布地奈德可幫助患有活動性潰瘍性結腸炎的患者誘導緩解。。
布地奈德效果顯著，被建議作為治療顯微鏡下結腸炎的首選藥物，用於誘導和維持緩解，包括淋巴球性結腸炎和膠原性結腸炎在內。

### 過敏性鼻炎
鼻噴劑形式的布地奈德可用於治療過敏性鼻炎。

### 嗜酸粒細胞性食道炎
局部應用布地奈德對嗜酸粒細胞性食道炎有相當好的療效。因此被配製成可先在口腔內崩解後再吞嚥的片劑，以Jorveza品牌販售。

### IgA腎病
布地奈德（于中国商品名 - 耐赋康，於美國商品名 - Tarpeyo，於歐盟及英國商品名 - Kinpeygo）可將患有原發性IgA腎病（另稱Berger's disease）且有快速發展風險成人患者的蛋白尿降低。

## 副作用
鼻用布地奈德吸入器與許多副作用有關聯，包括鼻部不適或灼熱感、出血或潰瘍、頭暈、胃部不適、咳嗽、聲音沙啞、口乾、皮疹、喉嚨痛、味覺障礙、黏液變化和視力模糊。其他應立即報告的症狀還有呼吸困難、臉部腫脹、喉嚨/口腔/鼻腔出現白斑、月經不規則、嚴重痤瘡，以及在極少數情況下的行為改變（主要發生於兒童）。

### 藥物過量
布地奈德急性中毒相較於長期治療引起的過量使用，發生機率要低得多。然而，這兩種情況都可能引起全身性中毒，與庫欣氏症候群類似。服用過量的具體症狀有皮膚變黑和變薄，臉部、頸部、背部和腰部周圍的身體脂肪變化，痤瘡或臉部毛髮增加，月經問題，陽痿或是對性失去興趣，以及一些較不具體的症狀，如腹瀉、頭暈、食慾不振、憂鬱、噁心、皮疹、異常疲倦或虛弱或是嘔吐。

## 禁忌症
下列人士禁用布地奈德：
- 已知對布地奈德或製劑的任何成分過敏者。[34][37]
- 氣喘持續中或其他氣喘急性發作，需要立即採取加護措施。[34][38]

在加拿大，患有以下疾病的人也禁用布地奈德：
- 全身性或局部細菌、真菌和病毒感染。[34]
- 活動性或靜止性肺結核。[34]

## 與其他藥物交互作用
布地奈德主要在肝臟中經由細胞色素CYP3A4代謝。CYP3A4抑制劑藥物，如酮康唑、克拉黴素、利托那韋和奈法唑酮等，可能會抑制布地奈德的代謝，延長其於體內的消除時間，並可能因不必要的藥物蓄積而導致皮質類固醇不良反應發生率增加。葡萄柚也是種有效的CYP3A4抑制劑，因此在使用布地奈德期間，不建議食用。

## 藥理學

### 作用機轉
布地奈德是糖皮質素受體的激動劑，其作用有：
- 控制蛋白質生物合成速率。[42]
- 抑制顆粒球（多形核白血球）和纖維母細胞的遷移。[43]
- 在細胞層面逆轉毛細血管通透性（英语：capillary permeability）和溶酶體穩定性，以預防或控制發炎。[42]
- 具有強效的糖皮質素活性和微弱的礦物皮質素活性。[44]

### 藥物動力學
根據布地奈德的配製方式，其吸收過程中會有不同的藥物動力學特性。於服用緩釋口服膠囊時，藥物的生物利用度為9-21%，並在2-8小時內達最大血藥濃度 (Cmax)。而同時攝取高脂肪飲食可將達到Cmax的時間延長2.3小時，但不會對藥物動力學特性產生任何影響。使用計量吸入器時，有34%的布地奈德沉積在肺部，生物利用度為39%，並在10分鐘內達到Cmax。使用霧化吸入器時，布地奈德的生物利用度為6%，並在1-3小時內達到Cmax。當配製成泡沫形式直腸給藥製劑時，布地奈德的生物利用度為3%至27%，並在1.5小時左右達到Cmax。
布地奈德的血漿蛋白結合率為85-90%左右，分佈體積為2.2-3.9升/公斤。布地奈德在肝臟中首次經由肝細胞色素P45同功酶3A4 (CYP3A4) 代謝為兩種代謝物。這兩種代謝物的糖皮質素活性少於母體布地奈德的1%，可忽略不計。 60%的布地奈德以代謝物形式經由尿液排出，尿液中未檢測到布地奈德的原形。血漿中的平均生物半衰期為2-3.6小時。

### 立體異構
| 布地奈德 (兩種立體異構物) | 布地奈德 (兩種立體異構物) |
| ------------------------- | ------------------------- |
| (22R)-configuration       | (22S)-configuration       |

## 社會與文化

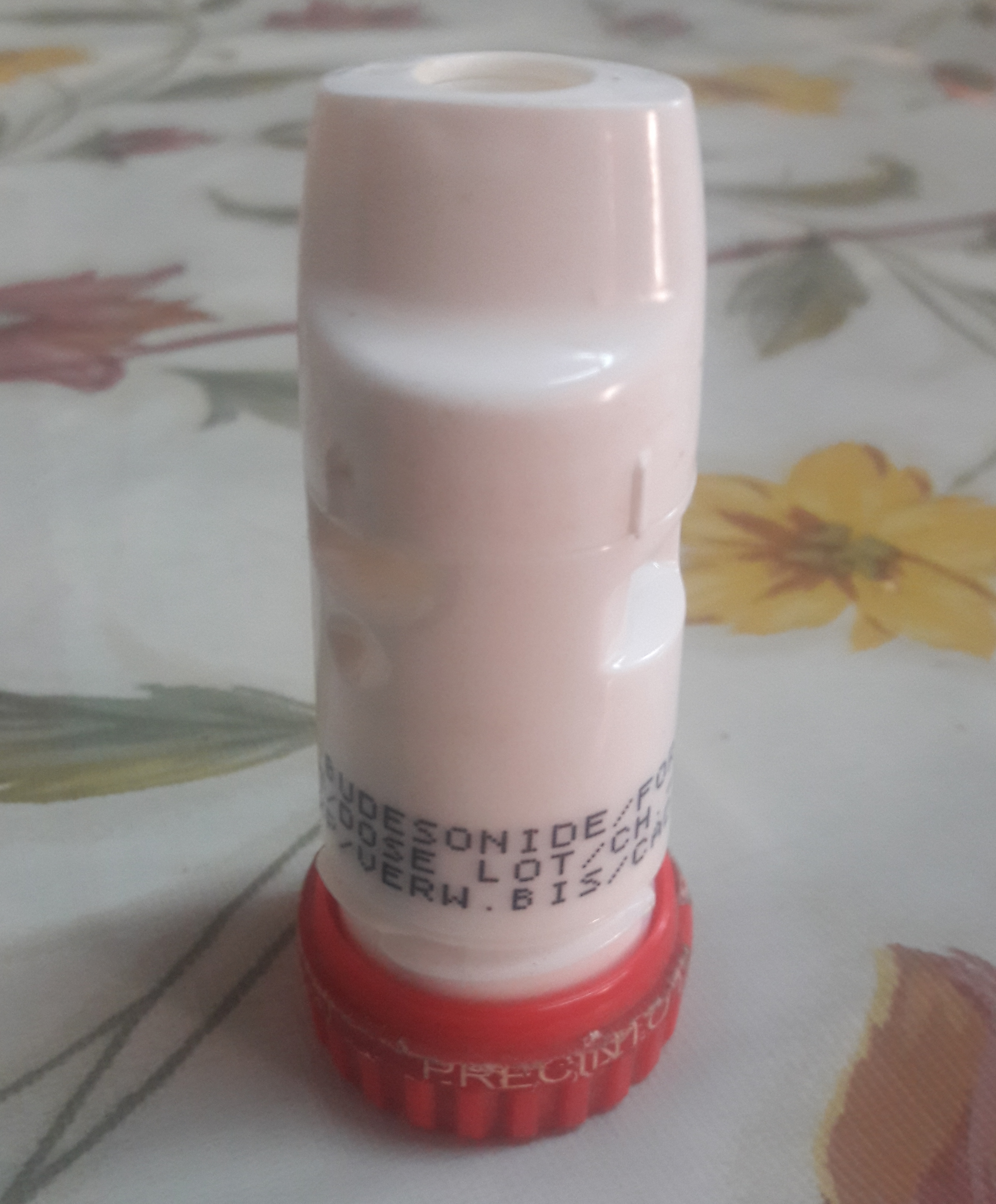
乾粉吸入劑，內含布地奈德與福莫特羅（支氣管擴張劑）兩種藥物。

### 品牌名稱
布地奈德在國際上以各種品牌（包括通用名藥物品牌）銷售，以下列出每種配方的部分名稱：
- 吸入劑：Pulmicort（普米考特）、Pulmicort Flexhaler、Pulmicort Nebuamp、Pulmicort Turbuhaler、TARO-Budesonide、TEVA-Budesonide、Novolizer budesonid meda、Budenova。[39][49]
- 口服片劑：Tarpeyo、Uceris、Eohilia、Cortiment、Entocort Jorveza。[45][49]
- 鼻噴劑：MYLAN-Budesonide AQ AQ、Rhinocort Aqua、Formancis。[49][50]
- 局部用藥：Entocort、Uceris、Budenofalk。[48][49]

## 經濟學
梯瓦製藥及一些通用名藥物廠商於2019年被美國司法列為參與藥物（包含布地奈德在內）的價格操作而遭到起訴。根據美國司法部發佈的新聞稿，這些藥廠為此案支付約2.5億美元的罰款。

### 法律地位
歐洲藥品管理局（EMA）人用藥品委員會（CHMP）於2022年5月採納正面意見，建議給予用於治療原發性IgA腎病的藥物（商品名：Kinpeygo）有條件行銷授權。藥品的申請者是Calliditas Therapeutics AB。 Kinpeygo是含有Entocort（布地奈德） 成份的藥物，Entocort於1992年4月2日即獲得歐盟批准用於醫療用途。Kinpeygo含有與Entocort相同的活性物質，但具有不同的配方和不同的適應症。Kinpeygo於2022年7月經歐盟獲准用於醫療用途。

## 研究

### COVID-19
英國國民保健署（NHS）於2021年4月推薦布地奈德用於50歲及以上老年人進行COVID-19逐案治療。牛津大學研究小組在對1,700名患者進行的試驗中發現布地奈德可讓許多50歲以上感染COVID-19症狀的患者受益，NHS從2021年4月12日起向一般科醫師(GP) 推薦使用布地奈德，依COVID-19個案情況給藥 。於2021年8月發表的一項大規模試驗結果顯示使用布地奈德吸入劑可縮短患者康復時間並改善康復過程。布地奈德吸入劑於2021年4月被印度列入用以治療COVID-19病症的建議藥物。英國國家健康與照顧卓越研究院（NICE）於2021年12月將NHS使用布地奈德治療COVID-19的建議撤回，理由是需要進行更多研究。

## 外部連結
- . MedlinePlus.   [2024-05-29]. （原始内容存档于2017-04-30）.
- . MedlinePlus.   [2024-05-29]. （原始内容存档于2017-04-30）.

Template:Nasal preparations